# Grand Prix automobile du Mexique
Le Grand Prix automobile du Mexique est une épreuve du championnat du monde de Formule 1 qui se déroule sur l'autódromo Hermanos Rodríguez à Mexico. Elle a fait partie du championnat du monde entre 1963 et 1970 puis de 1986 à 1992, et de nouveau à partir de 2015. Depuis 2021, l'épreuve est connue sous la dénomination Grand Prix automobile de Mexico, nom officiel portant sur la ville hôte du circuit.

## Projet avorté de Cancún
En octobre 2004, les autorités mexicaines annoncent avoir obtenu l'organisation d'un Grand Prix de Formule 1 à Cancún, ville située dans l'État du Quintana Roo, au nord-est de la Péninsule du Yucatán, à partir d'octobre 2006,.
La construction du circuit, un chantier de plus de 80 millions de dollars (66 millions d'euros) sur 300 hectares, doit être prise en charge par des entreprises privées mexicaines. Le 9 février 2005, les autorités mexicaines annoncent que la tenue du Grand Prix à Cancún est loin d'être acquise, le terrain sur lequel le circuit devait être construit étant au centre d'un litige foncier,.

« Nous avons un délai de 15 jours. Si nous ne parvenons pas à disposer des terrains à cette date, le Grand Prix de F1 en 2006 ne pourra se tenir ici parce que nous n'aurons pas le temps de bâtir le circuit. »

— Dario Flota Ocampo, secrétaire d'état au tourisme de la province de Quintana Roo, 
Le 18 février 2005, le groupe d'entrepreneurs mexicains chargé d'organiser le Grand Prix, annonce être enfin en possession d'un terrain de 1 500 hectares pour construire le circuit aux normes de la Formule 1. Malgré cette annonce, le circuit n'est jamais construit.
En avril 2014, une deuxième tentative, portant le nom de Proyecto Deportivo Internacional Mayacan, échoue à son tour.

## Retour en 2015
En juillet 2014, après plusieurs années de tractations, la presse annonce la signature d'un accord de cinq ans avec le circuit Hermanos Rodríguez pour la tenue d'un Grand Prix dès 2015. Le 3 décembre 2014, la FIA publie le calendrier de la saison 2015 qui confirme le Grand Prix du Mexique pour le 1er novembre.
L'Autódromo Hermanos Rodríguez a accueilli le Grand Prix du Mexique de Formule 1 de 1963 à 1970 puis de 1986 à 1992. Il revient au calendrier vingt-trois ans après la dernière édition, remportée par Nigel Mansell sur Williams-Renault. Le circuit a été réaménagé et mis aux normes (voie des stands et garages, paddock, nouvelle tour de contrôle…) et la piste, modifiée sous la houlette de l'architecte des circuits Hermann Tilke, comprend notamment une nouvelle zone de virages ; son développement passe de 4,438  à   4,580 km. Les organisateurs décident de renommer le virage no 17, « virage Nigel Mansell » en l'honneur du dernier vainqueur de l'épreuve sur l'ancien tracé,.

## Palmarès
Les événements qui ne faisaient pas partie du championnat du monde de Formule 1 sont indiqués par un fond rose.
| Année     | Vainqueur                                       | Voiture                                         | Circuit                                         | Résultats                                       |
| --------- | ----------------------------------------------- | ----------------------------------------------- | ----------------------------------------------- | ----------------------------------------------- |
| 1962      | Trevor Taylor                                   | Lotus-Climax                                    | Mexico                                          | Résultats                                       |
| 1963      | Jim Clark                                       | Lotus-Climax                                    | Mexico                                          | Résultats                                       |
| 1964      | Dan Gurney                                      | Brabham-Climax                                  | Mexico                                          | Résultats                                       |
| 1965      | Richie Ginther                                  | Honda                                           | Mexico                                          | Résultats                                       |
| 1966      | John Surtees                                    | Cooper-Maserati                                 | Mexico                                          | Résultats                                       |
| 1967      | Jim Clark                                       | Lotus-Ford                                      | Mexico                                          | Résultats                                       |
| 1968      | Graham Hill                                     | Lotus-Ford                                      | Mexico                                          | Résultats                                       |
| 1969      | Denny Hulme                                     | McLaren-Ford                                    | Mexico                                          | Résultats                                       |
| 1970      | Jacky Ickx                                      | Ferrari                                         | Mexico                                          | Résultats                                       |
| 1971-1985 | Non couru                                       | Non couru                                       | Non couru                                       | Non couru                                       |
| 1986      | Gerhard Berger                                  | Benetton-BMW                                    | Mexico                                          | Résultats                                       |
| 1987      | Nigel Mansell                                   | Williams-Honda                                  | Mexico                                          | Résultats                                       |
| 1988      | Alain Prost                                     | McLaren-Honda                                   | Mexico                                          | Résultats                                       |
| 1989      | Ayrton Senna                                    | McLaren-Honda                                   | Mexico                                          | Résultats                                       |
| 1990      | Alain Prost                                     | Ferrari                                         | Mexico                                          | Résultats                                       |
| 1991      | Riccardo Patrese                                | Williams-Renault                                | Mexico                                          | Résultats                                       |
| 1992      | Nigel Mansell                                   | Williams-Renault                                | Mexico                                          | Résultats                                       |
| 1993-2014 | Non couru                                       | Non couru                                       | Non couru                                       | Non couru                                       |
| 2015      | Nico Rosberg                                    | Mercedes                                        | Mexico                                          | Résultats                                       |
| 2016      | Lewis Hamilton                                  | Mercedes                                        | Mexico                                          | Résultats                                       |
| 2017      | Max Verstappen                                  | Red Bull-TAG Heuer                              | Mexico                                          | Résultats                                       |
| 2018      | Max Verstappen                                  | Red Bull-TAG Heuer                              | Mexico                                          | Résultats                                       |
| 2019      | Lewis Hamilton                                  | Mercedes                                        | Mexico                                          | Résultats                                       |
| 2020      | Annulé à la suite de la pandémie de coronavirus | Annulé à la suite de la pandémie de coronavirus | Annulé à la suite de la pandémie de coronavirus | Annulé à la suite de la pandémie de coronavirus |
| 2021      | Max Verstappen                                  | Red Bull-Honda                                  | Mexico                                          | Résultats                                       |
| 2022      | Max Verstappen                                  | Red Bull                                        | Mexico                                          | Résultats                                       |
| 2023      | Max Verstappen                                  | Red Bull-Honda RBPT                             | Mexico                                          | Résultats                                       |
| 2024      | Carlos Sainz Jr.                                | Ferrari                                         | Mexico                                          | Résultats                                       |

### Par nombre de victoires par pilotes
| Nombre de victoires | Pilote           | Années                       |
| ------------------- | ---------------- | ---------------------------- |
| 5                   | Max Verstappen   | 2017, 2018, 2021, 2022, 2023 |
| 2                   | Jim Clark        | 1963, 1967                   |
| 2                   | Nigel Mansell    | 1987, 1992                   |
| 2                   | Alain Prost      | 1988, 1990                   |
| 2                   | Lewis Hamilton   | 2016, 2019                   |
| 1                   | Dan Gurney       | 1964                         |
| 1                   | Richie Ginther   | 1965                         |
| 1                   | John Surtees     | 1966                         |
| 1                   | Graham Hill      | 1968                         |
| 1                   | Denny Hulme      | 1969                         |
| 1                   | Jacky Ickx       | 1970                         |
| 1                   | Gerhard Berger   | 1986                         |
| 1                   | Ayrton Senna     | 1989                         |
| 1                   | Riccardo Patrese | 1991                         |
| 1                   | Nico Rosberg     | 2015                         |
| 1                   | Carlos Sainz Jr. | 2024                         |

| Pos. | Nation           | Victoires |
| ---- | ---------------- | --------- |
| 1er  | Royaume-Uni      | 8         |
| 2e   | Pays-Bas         | 5         |
| 3e   | États-Unis       | 2         |
| 3e   | France           | 2         |
| 4e   | Nouvelle-Zélande | 1         |
| 4e   | Belgique         | 1         |
| 4e   | Autriche         | 1         |
| 4e   | Brésil           | 1         |
| 4e   | Italie           | 1         |
| 4e   | Allemagne        | 1         |
| 4e   | Espagne          | 1         |

### Par nombre de victoires par équipes
| Nombre de victoires | Équipe   | Années                       |
| ------------------- | -------- | ---------------------------- |
| 5                   | Red Bull | 2017, 2018, 2021, 2022, 2023 |
| 3                   | Lotus    | 1963, 1967, 1968             |
| 3                   | McLaren  | 1969, 1988, 1989             |
| 3                   | Ferrari  | 1970, 1990, 2024             |
| 3                   | Williams | 1987, 1991, 1992             |
| 3                   | Mercedes | 2015, 2016, 2019             |
| 1                   | Brabham  | 1964                         |
| 1                   | Honda    | 1965                         |
| 1                   | Cooper   | 1966                         |
| 1                   | Benetton | 1986                         |

| Pos. | Nation      | Victoires |
| ---- | ----------- | --------- |
| 1er  | Royaume-Uni | 12        |
| 2e   | Autriche    | 5         |
| 3e   | Italie      | 3         |
| 3e   | Allemagne   | 3         |
| 5e   | Japon       | 1         |

## Record de la piste
Max Verstappen : 1 min 14 s 758 (2019,Red Bull Racing)

## Faits marquants
- GP du Mexique 1964 : Jim Clark domine la course mais son moteur casse dans le dernier tour, offrant la victoire à Dan Gurney et le titre mondial à John Surtees qui devient le premier pilote champion du monde en moto et en automobile.
- GP du Mexique 1965 : première victoire de Honda en Formule 1, grâce à Richie Ginther.
- GP du Mexique 1967 : Jim Clark remporte sa quatrième victoire de la saison, égalant le record de victoires en Grand Prix de Juan Manuel Fangio. Troisième de la course, Denny Hulme devient champion du monde.
- GP du Mexique 1968 : victoire et second titre mondial pour Graham Hill.
- GP du Mexique 1986 : retour du Grand Prix après seize ans d'absence. Gerhard Berger et Benetton Formula obtiennent leur première victoire en Formule 1.
- GP du Mexique 1990 : Alain Prost remporte sa deuxième victoire de la saison alors qu'il s'élançait de la treizième place sur la grille de départ. Son coéquipier Nigel Mansell assure le doublé pour Ferrari dans le dernier tour en doublant Gerhard Berger par l'extérieur à l'entrée de la Peraltada, le dernier virage avant la ligne d'arrivée.
- GP du Mexique 1992 : Michael Schumacher obtient son premier podium en Formule 1 en terminant troisième derrière les Williams-Renault de Nigel Mansell et de Riccardo Patrese. Ce podium préfigurait celui du championnat du monde 1992.
- GP du Mexique 2015 : le Grand Prix revient après 23 ans d'absence. Après avoir perdu le titre mondial sur une erreur lors de la précédente course à Austin, Nico Rosberg s'impose et reprend la deuxième place du championnat du monde à Sebastian Vettel.
- GP du Mexique 2016 : derrière les Mercedes, Max Verstappen et Sebastian Vettel sont en lutte pour la troisième place. Le Néerlandais tire tout droit au premier virage, en tirant un avantage pour ne pas être dépassé par Vettel qui, furieux de cette situation, insulte Charlie Whiting, le directeur de course de la FIA. Vettel, bloqué par Verstappen, subit ensuite la pression de l'autre Red Bull Racing de Daniel Ricciardo à qui il ferme la porte lors d'une tentative de dépassement. Verstappen, troisième sous le drapeau à damier reçoit juste après une pénalité, Vettel héritant alors de la troisième marche sur le podium. Peu après, l'Allemand est également pénalisé et Ricciardo est classé troisième.
- GP du Mexique 2017 : Lewis Hamilton arrive au Mexique avec une large avance sur Sebastian Vettel au championnat du monde. Une cinquième place lui suffit pour être sacré. Vettel s'élance en pole position mais, au troisième virage, touche avec son aileron avant le pneu arrière droit du Britannique. Vettel, son aileron endommagé, et Hamilton, ayant crevé, sont contraints de passer aux stands dès la fin du premier tour et repartent aux deux dernières places. Vettel, qui termine quatrième, ne peut empêcher Hamilton, neuvième, de remporter son quatrième titre de champion du monde à l'issue d'une course dominée par Max Verstappen.
- GP du Mexique 2018 : comme en 2017, Max Verstappen domine la course qu'il remporte pour la deuxième année consécutive tandis que Lewis Hamilton remporte le titre mondial. Désormais quintuple champion du monde, le Britannique égale le nombre de titres de Juan Manuel Fangio.
- GP du Mexique 2021 : Sergio Pérez, troisième, devient le premier Mexicain à monter sur le podium de son Grand Prix national.
- GP du Mexique 2022 : en remportant sa quatorzième victoire de l'année, Max Verstappen bat les records du nombre de succès et de points marqués sur une saison.
- GP du Mexique 2023 : en remportant sa seizième victoire de l'année, Max Verstappen bat les records du nombre de succès sur une saison.

## Grand Prix automobile de Mexico
L'appellation « Grand Prix du Mexique » correspond historiquement à des événements de Formule 1, il n'y a pas la moindre continuité historique avec les épreuves de CART et de Champ Car. Une confusion peut exister parce que l'unique épreuve du championnat américain disputée au Mexique était courue sur l'autódromo Hermanos Rodríguez de Mexico, or Mexique (le pays) et Mexico (la ville) se disent tous deux « México » en espagnol, « Mexiko » en allemand et « Mexico » en anglais.